# Харчиков, Александр Анатольевич
Алекса́ндр Анато́льевич Ха́рчиков (21 января 1949, село Базарная Кеньша, Пензенская область — 7 января 2023) — поэт и исполнитель авторских песен коммунистического, националистического, советского, черносотенного и антисемитского содержания.

## Биография
Родился в 1949 году в селе Базарная Кеньша Никольского района Пензенской области. Окончил среднюю школу в городе Саранске Мордовской АССР. С 15 сентября 1966 года по 15 ноября 1969 года служил в военно-морском флоте СССР (начинал курсантом ВВМИУ им. Дзержинского, а заканчивал службу в в/ч 87125) и в 1968—1969 годах принимал участие в боевых действиях в Египте (имеет удостоверение ветерана боевых действий). За время службы и учёбы был секретарём комсомольской организации боевой части, командиром и комиссаром студенческих строительных отрядов. Впоследствии получил высшее образование: в 1974 году закончил Мордовский государственный университет в Саранске по специальности «Промышленная электроника». По окончании вуза и по март 2001 года работал на различных инженерных должностях на заводах «Кузтекстильмаш» (г. Кузнецк, Пензенской области), «Электровыпрямитель» и «Медицинских препаратов» (г. Саранск), на Ленинградском заводе «Сокол», в ООО «НевоКом».
28 июля 2007 года возглавил движение «17 марта», целью которого заявлялось достижение исполнения итогов референдума 17 марта 1991 года о сохранении СССР. (В 2013 переименовано в Общесоюзное движение «За Родину со Сталиным — вперёд!» ).
Проживал в Санкт-Петербурге. Похоронен в Ульяновке.

## Творчество
Стал известным в 1990-е годы после того, как некоторые из его произведений прозвучали в телевизионной программе «600 секунд», начали выпускаться на кассетах и компакт-дисках, разошедшихся по всему бывшему Советскому Союзу и за его границы. В репертуаре более трёх сотен песен преимущественно патриотической, оппозиционной и антисемитской направленности. Эти песни — раздумья о судьбе России, о жизни её народа. Есть также лирические и сатирические песни. Выпущено 42 альбома. Из них один состоит из любовной лирики, один — из морской лирики, один — из природной и религиозной лирики, и 28 — из песен на темы коммунизма, национализма, антисемитизма и национал-коммунизма. Большинство альбомов записаны под гитару, несколько — под синтезатор.
Изданы книги со стихами — песнями А. Харчикова:
- «Песни сопротивления», 44 стр., 1998 г., изд. Московский ОК РКРП.
- «Моя Родина — Советский Союз», 239 стр., 2000 г., изд. НТЦ «Форум», г. Москва.
- «Россия, Родина, Любовь», 40 стр., 2001 г., изд. СПбГУ, г. С.-Петербург.
- «Я пою для людей, у которых есть воля…», 96 стр., 2003 г., изд. ООО «Протей», г. С.- Петербург.
- «Всё для Фронта, всё для Победы!», 336 стр., 2005 г., изд. ООО «Протей», СПб.

Выпущено в обращение более семисот авторских песен, записанных на компакт — дисках и магнитных кассетах. Постоянно с февраля 1992 года по 1 октября 1993 года озвучивал своими песнями программу Александра Невзорова «600 секунд». Песни А. Харчикова неоднократно звучали на «Радио России — Взгляд из Петербурга», на радио «Петербург — Город и горожане», на радио «Русский шансон — Афганский ветеран», на радио «Резонанс» и на «Народном радио» (Москва).
Статьи и стихи А. Харчикова в разное время были опубликованы и перепечатаны во многих региональных и центральных патриотических (коммунистических и национальных) изданиях и размещались на десятках интернетовских сайтах.
Издательством ЦК ВКПБ (большевиков) — Ленинград, выпущены в свет брошюры со статьями А. Харчикова:
- «Вглядись в себя, Россия!» , 22 стр., 2006 г.
- «Вор должен сидеть в тюрьме», 17 стр., 2006 г.
- «Слово о Сталине», 18 стр., 2007 г.

Имя автора входит в трёхтомный биобиблиографический словарь "РУССКАЯ ЛИТЕРАТУРА ХХ ВЕКА — ПРОЗАИКИ, ПОЭТЫ ДРАМАТУРГИ «, изданный институтом русской литературы Российской Академии Наук под общей редакцией д. ф. н., чл. — корр. РАН Скатова Н. Н. (Изд. ОЛМА — ПРЕСС Инвест, М., 2005 г.) и в „ЭНЦИКЛОПЕДИЮ РУССКОГО НАРОДА“ под общей ред. Олега Платонова. (М., 2003 г.)
В издательстве „АВИТИ“ вышли книги профессора политологии, доктора политических наук Анастасии Митрофановой „Песни русского сопротивления“ (438 стр., 2006 г., Москва) и „Песни настоящих мужчин“ (377 стр., 2008 г., Москва) с анализом творчества А. Харчикова, как исключительного явления русской культуры нашего времени.
Издательство „Ладога — 100“ выпустило брошюру профессора философии, доктора философских наук Л. И. Чернышовой „Есть ещё герои русского народа, генералы духа есть!“ (32 стр., 2005 г., Москва), в которой раскрывается духовно — просветительское содержание творчества поэта — композитора — исполнителя.
28 июля 2007 года возглавил движение „17 марта“, впоследствии переименованного в Движение „ЗА РОДИНУ СО СТАЛИНЫМ, ВПЕРЁД!“», созданное с целью реализовать итоги референдума 17 марта 1991 года о сохранении СССР.

## Отклики на творчество Харчикова
Харчиков внесён в трёхтомный словарь «Русская литература XX века — прозаики, поэты, драматурги», изданный Институтом русской литературы Российской академии наук в 2005 году. Харчиков упоминается в «Энциклопедии русского народа», составленной под общей редакцией О. Платонова и изданной в 2003 году.
Политолог А. Митрофанова издала книгу «Песни русского сопротивления», в которой проведён анализ творчества А. Харчикова и сделан вывод о важности его поэзии как «феномена русской культуры нашего времени». Харчикову как поэту, композитору и исполнителю посвящены публицистическая брошюра профессора, доктора философских наук Л. И. Чернышовой «Есть ещё герои русского народа, генералы духа есть!» (2005 г.) и книга доктора политических наук А. В. Митрофановой «Песни настоящих мужчин» (2008 г.).
По мнению левых публицистов В. Шапинова и О. Торбасова, «Эти песни (Харчикова) — отражение убогости и ограниченности национал-патриотического движения, они вобрали в себя всю косность, нелепость мертворожденного движения». Авторы отмечают, что «прежде всего, песни А. Харчикова отличает зоологический антисемитизм». По их мнению «самое отвратительное в Харчикове это даже не его средневековые взгляды, а безграничная пошлость и бездарность его песен». Возражая им, сторонник Харчикова В. В. Виноградов отмечает, что Харчиков — русский бард, народный трибун и патриот.
В январе 2010 г. Железнодорожный суд Барнаула (Алтайский край) признал стихотворение А. Харчикова «Готовьте списки!», опубликованное в алтайской газете «Голос труда», экстремистским. Согласно выводам суда, «рассматриваемые печатные материалы влекут за собой возбуждение социальной, национальной розни и являются способом, побуждающим к совершению экстремистских деяний, содержат призывы к совершению преступлений по мотивам политической, идеологической, расовой, национальной ненависти или вражды».
9 мая 2011 года видеоклип с песней Харчикова «Ливийскому народу!» несколько раз был показан по ливийскому телевидению.
В марте 2012 г. эксперты признали экстремистской песню Александра Харчикова «Жиды хлебушка не сеют». Прокуратура направила материалы экспертизы в суд, который согласился с заключением специалистов и включил произведение в федеральный список экстремистских материалов.

## Конфликты
В сентябре 2011 года, по информации с сайта Харчикова, «соответствующие структуры»[какие?] заблокировали домен сайта А. А. Харчикова hapchikov.ru, но спустя несколько дней сайт Александра Харчикова вновь стал доступен, по новому домену harchikov.com. Также, параллельно с этим, был закрыт и сайт «Русского барда и патриота Александра Харчикова» harchikov.clan.su.
6 октября 2013 года Александра Харчикова жестоко избили возле дома. В ходе избиения он получил тройной перелом левой руки, после чего потерял сознание и попал в больницу.

## Избранная дискография
- 1998 — Русским офицерам
- 1999 — Русским женщинам
- 2000 — Виват Империя
- 2000 — За что вы гибнете, ребята
- 2001 — Анафема
- 2001 — Выбор
- 2001 — ЛТП закрыли на ремонт
- 2001 — Любовь уходит
- 2001 — Мы — русские
- 2001 — Новые русские сказки
- 2002 — Бредятина
- 2002 — Гражданская война
- 2002 — Когда на штурм
- 2002 — Моряк — любимец Родины
- 2002 — Пена
- 2002 — Песни беды и надежды
- 2002 — Погостили с тобой у березки
- 2002 — Товарищ генерал
- 2003 — Бей фашистского гада
- 2004 — Мы ждем своих
- 2004 — Нам нечего терять!
- 2004 — Победа
- 2004 — С любовью
- 2004 — Я помню
- 2005 — Листаются страницы
- 2005 — Народу-победителю
- 2005 — Россия, Родина, Любовь
- 2006 — Будь Русским
- 2006 — Ой, Днипро, Днипро
- 2007 — Вглядись времени в лицо
- 2007 — Иду на таран
- 2007 — Не гляди назад
- 2008 — Зато не ходим строем
- 2009 — Гулливер и лилипуты
- 2009 — Предчувствие
- 2009 — С Россией до конца
- 2010 — Не были рабами
- 2010 — Баррикадная
- 2012 — Держись, Алеша!
- 2014 — Сам с собою
- 2016 — Слава воинам Пророка! (Джихад)

## Книги
- Харчиков А. Песни сопротивления. — М.: изд. Московский ОК РКРП, 1998.
- Харчиков А. Моя Родина — Советский Союз. — М.: НТЦ «Форум», 2000.
- Харчиков А. Россия, Родина, Любовь. — СПб.: изд. СПбГУ, 2001.
- Харчиков А. Я пою для людей, у которых есть воля… — М.: ООО «Прометей», 2003. — ISBN 5-94844-003-6.
- Харчиков А. Всё для Фронта, всё для Победы! — М.: ООО «Прометей», 2005. — ISBN 5-94844-009-5.